# Parlament Liberii

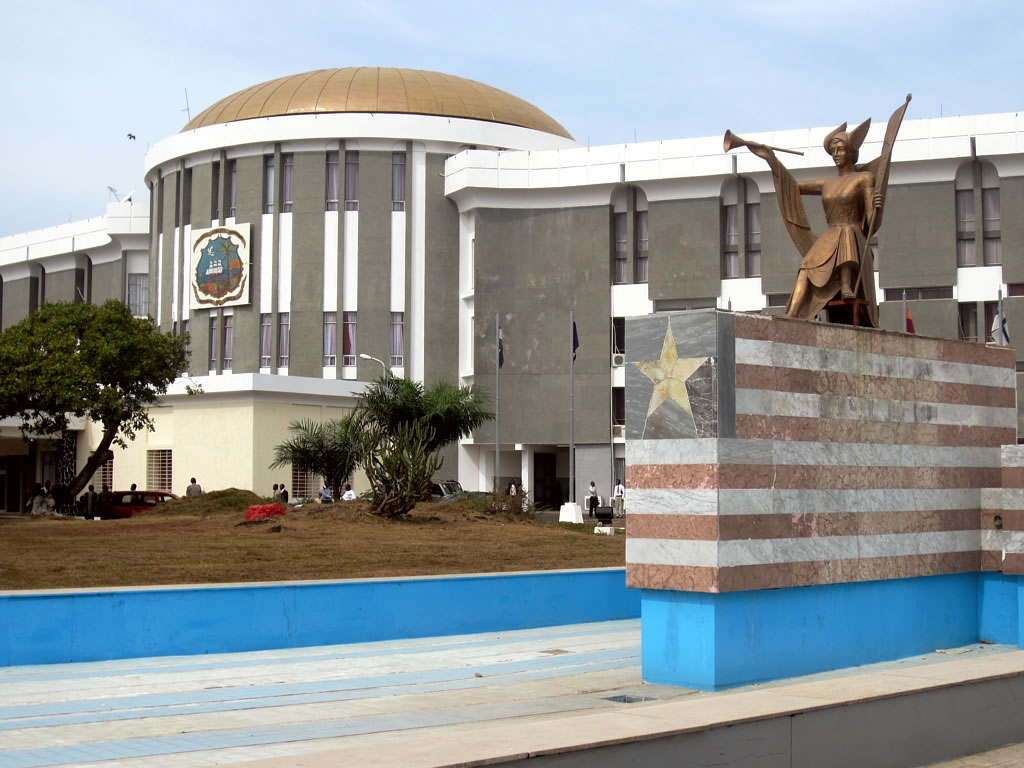
Budynek Parlamentu

Parlament Liberii – liberyjskie bikameralne zgromadzenie narodowe, sformowane na podobieństwo amerykańskiego Kongresu, składające się z senatu (izba wyższa) oraz izby reprezentantów (niższa). Sesje odbywają się w Budynku Kapitolu w Monrovii.

## Aktualny skład
| Nazwa                                          | Skrót | Miejsc w izbie reprezentantów | Miejsc w senacie |
| ---------------------------------------------- | ----- | ----------------------------- | ---------------- |
| Partia Jedności                                | UP    | 24                            | 10               |
| Kongres dla Demokratycznych Zmian              | CDC   | 10                            | 3                |
| Partia Wolności                                | LP    | 7                             | 1                |
| Narodowa Unia na rzecz Demokratycznego Postępu | NUDP  | 6                             | 2                |
| Narodowo-Demokratyczna Koalicja                | NDC   | 5                             | 1                |
| Porozumienie na rzecz Pokoju i Demokracji      | APD   | 3                             | 2                |
| Partia Narodowo-Patriotyczna                   | NPP   | 3                             | 6                |
| Ruch na rzecz Progresywnych Zmian              | MPC   | 2                             | 0                |
| Liberyjska Partia Przeznaczenia                | LDP   | 1                             | 0                |
| Partia Narodowej Reformacji                    | NRP   | 1                             | 0                |
| Narodowo-Demokratyczna Partia Liberii          | NDPL  | 0                             | 1                |
| Politycy niezrzeszeni                          | Ind.  | 9                             | 3                |
| Razem                                          |       | 73                            | 30               |